# Escorial (Likör)

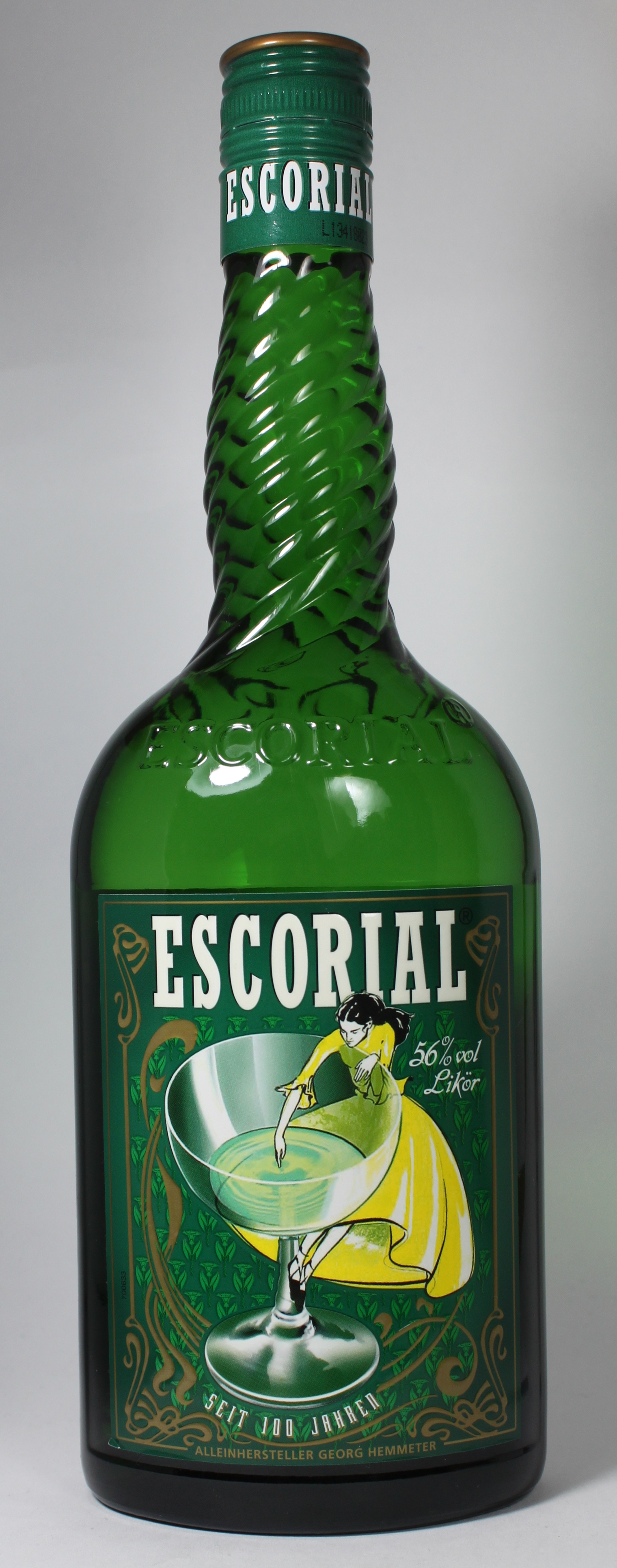
0,7l Flasche Escorial

Escorial ist ein Kräuterlikör, der einen hohen Alkoholgehalt hat und dem französischen Chartreuse nachempfunden ist.
Der Kräuterlikör Escorial wurde erstmals 1910 von der Unternehmensgruppe Anton Riemerschmid auf den Markt gebracht. Als Erfinder gilt Robert Riemerschmid. Als Alleinhersteller wird auf dem Produkt-Etikett Georg Hemmeter genannt. Seinen ersten Boom als Kultgetränk erlebte der Escorial parallel mit dem Absinth in den 1920er Jahren. In den 1950ern bis in die späten 1970er hatte er seinen zweiten Beliebtheits-Höhepunkt.
Heute wird Escorial immer noch von der Georg Hemmeter GmbH und der Underberg AG hergestellt. Die Unternehmensgruppe Riemerschmid gehört seit 1996 zur Underberg AG.
Der grüne Kräuterlikör hat einen Alkoholgehalt von 56 % vol und brennt deswegen auch, wenn frisches Eis hinzugegeben und angezündet wird. Diese Eigenschaft ist wohl auch Grundlage des Trinkrituals, bei dem vor dem Trinken der Likör angezündet wird. Auch zum Flambieren wird er oft empfohlen. Geschmacklich ist der Escorial als leichtsüß mit Waldmeisteraroma einzuordnen. Bis in die 1960er Jahre gab es auch einen gelben Escorial, der mit 43 % vol Alkoholgehalt deutlich milder war. Er gilt als Ur-Version des Escorial-Likörs.
Inwieweit der Name des Getränkes auf die spanische Stadt El Escorial und die dortige Klosterresidenz zurückzuführen ist, ist nicht bekannt. Angenommen wird eine werbewirksame Anlehnung ähnlich dem nach einem Mönchskloster benannten Chartreuse-Likör.